# Letnie Mistrzostwa Polski w Kombinacji Norweskiej 1997
Letnie Mistrzostwa Polski w Kombinacji Norweskiej 1997 – 2. w historii zawody letnich mistrzostw Polski w kombinacji norweskiej, rozegrane 11 października 1997 w Zakopanem.
W programie zawodów znalazł się jeden konkurs indywidualny, w którym zawodnicy rywalizowali na Średniej Krokwi (K-85; dwa skoki), a w drugiej części zmagań pokonywali dystans 7,5 kilometra. Złoty medal zdobył Kazimierz Bafia.

## Wyniki
| M  | Zawodnik              | Klub              | Skok  | Bieg    | Strata  |
| -- | --------------------- | ----------------- | ----- | ------- | ------- |
| 1. | Kazimierz Bafia       | TS Wisła Zakopane | 220,0 | 25:56,3 | –       |
| 2. | Stefan Habas          | WKS Zakopane      | 212,5 | 25:30,2 | +8,9    |
| 3. | Władysław Styrczula   | TS Wisła Zakopane | 224,5 | 27:40,8 | +1:24,5 |
| 4. | Maciej Mroczkowski    | TS Wisła Zakopane | 206,0 | 26:21,2 | +1:29,9 |
| 5. | Daniel Bachleda       | WKS Zakopane      | 227,0 | 30:14,7 | +3:46,4 |
| 6. | Krzysztof Mroczkowski | TS Wisła Zakopane | 195,0 | 29:33,1 | +5:32,8 |
| 7. | Tadeusz Żółtek        | TS Wisła Zakopane | 160,0 | 27:13,3 | +5:54,0 |
| 8. | Mirosław Kędzior      | KJS Wisła         | 211,0 | 32:30,9 | +7:16,6 |